# FK 세니차
FK 세니차(슬로바키아어: FK Senica)는 세니차를 연고로 하는 슬로바키아의 축구 클럽이다.